# Тео Джеймс
Теодор Питър Джеймс Кинаирд Таптиклис (на английски: Theodore Peter James Kinnaird Taptiklis) е английски актьор и продуцент. Най-известен е с ролята си на Четири в филма „Дивергенти“, както и с ролите си във филмите „Златното момче“ (2013), „Подземен свят: Пробуждане“ (2012), „Подземен свят: Следващо поколение“ (2016). Ръководи филмова и телевизионна продуцентска компания.

## Биография
Тео Джеймс е роден на 16 декември 1984 г. в Хай Уикъмб, Англия. Той е син на Филип Таптиклис, бизнес консултант, и Джен работеща за Националната здравна служба. Дядо му по бащина линия е грък. Джеймс е най-малкото от пет деца, има двама по-големи братя и две по-големи сестри. Израства в Аскет.

### Кариера

#### Актьорска
През 2010 г. Джеймс дебютира в телевизията с участие в два епизода в британския мини сериал „Страстна жена“ с участието на Били Пайпър. Той играе турския дипломат Кемал Памук в епизод от първия сезон на „Имението Даунтън“. Участва в комедийния филм „Ще срещнеш висок тъмнокос непознат“.
През 2012 г. се появява в телевизионния мини сериал „Път към висшето общество“ в ролята на Джак Уелс. Той участва във филмите „Ефектът на доминото“ (2012) и в четвърта част от филмовата поредица „Подземен свят: Пробуждане“ заедно с Кейт Бекинсейл. Участва и в сериала „Златно момче“ (2013) като детектив Уолтър Уилям Кларк-младши.
Най-известната му роля е тази на Фор във филма Дивергенти през 2014 г., адаптация на книгата на Вероника Рот. Изиграва повторно ролята на Фор в продължението на филма „Бунтовници“ през 2015 г.
През 2015 г. става посланик на марката за мъжки парфюми „Hugo Boss“.
Джеймс участва заедно с Амбър Хърд, Били Боб Торнтън и Джим Стърджъс във филма „Лондонски поля“. Играе и във филма „Благодетелят“ заедно с Ричард Гиър и Дакота Фанинг.
През 2016 г. отново се появява в ролята на Фор във филма „Дивергенти 3: Предани“, както и в ролята на Дейвид в филма „Подземен свят: Следващо поколение“.
През 2018 г. участва в ролята на Уил Йънгър във филма на Нетфликс „Как завършва“
През 2020 г. Джеймс играе ролята на Джордж Алмор в британския научнофантастичен филм „Архив“, където играе учен робототехник, който работи по скрит проект, включващ изграждането на прототип, базиран на мъртвата му съпруга.

#### Продуцент и режисьор
Джеймс е изпълнителен продуцент на филмите „Крадец и измамник“ и др. Продуцира първият си филм на име „Архив“ през 2020 г.В средата на 2019 г. Джеймс стартира своя собствена филмова и телевизионна продуцентска компания.

### Личен живот
Джеймс е женен за ирландската актриса Рут Кърни. Двамата се запознават в театралното училище.
През юни 2016 г. Джеймс пътува до Гърция с ВКБООН, където се среща със сирийските бежанци и научава повече за тяхното положение. Оттогава той е привърженик на правата на бежанците и призовава за по-голяма хуманитарна помощ за хората, разселени поради Гражданската война в Сирия.
|  | Тази страница частично или изцяло представлява превод на страницата Theo James в Уикипедия на английски. Оригиналният текст, както и този превод, са защитени от Лиценза „Криейтив Комънс – Признание – Споделяне на споделеното“, а за съдържание, създадено преди юни 2009 година – от Лиценза за свободна документация на ГНУ. Прегледайте историята на редакциите на оригиналната страница, както и на преводната страница, за да видите списъка на съавторите. ВАЖНО: Този шаблон се отнася единствено до авторските права върху съдържанието на статията. Добавянето му не отменя изискването да се посочват конкретни източници на твърденията, които да бъдат благонадеждни. |